# بانكو
إن بانكو (بالإنجليزية: Banquo) هو الشخصية الرئيسة في مسرحية مكبث لوليم شكسبير، وهو أحد فرسان لوخابر وقائد جيش الملك الإسكتلندي دنكان الأول. وقد قام برفقة مكبث (صديقه وأحد قادة جيش الملك دنكان)، بصد غزوة للقوات المتحالفة لإيرلندا ومنطقة جغرافية وثقافية تقع في الشمال الغربي لفرنسا تدعى نورماندي، ولكن ورغم هذا حاز مكبث فقط على إعجاب الملك، كالإعجاب بشجاعته وقوته الجامحة التي وصفها له قائد ورقيب من جيش الملك، كما تم وصفه بالنبيل من قبل الساحرات اللَّاتِ تنبأن بكونه في وقت لاحق سوف يصبح ملكاً. وكما يأتي في المسرحية فإن الثلاث الساحرات يقمن بالتنبؤ بمصير بانكو ومكبث، حيث من المفترض أن يصبح مكبث الحاكم رغم كون الملك وولديه ما زالوا على قيد الحياة. أما بانكو، فتم التنبؤ بكونه سوف يكون الجد الأكبر لسلالة الملوك المستقبلية، حيث أنه لن يكون ملكًا، لكن نسله سيكونون كذلك.
نتيجة لهذه التكهنات المغرية، عزم مكبث على تحقيق هذه التنبؤات من خلال قتل الملك وإتهام أبنائه مالكولم ودونالبن بهذه الجريمة، وعندما قتل مكبث الملك وتولى على العرش؛ قرر بانكو إظهار احترامه للملك الجديد وأن يتعهد بالولاء. ولكن في وقت لاحق، كان مبكث يرى من خلال شغفه بالسلطة أن بانكو يشكل تهديدًا لعرشه المكتسب حديثًا، إضافة إلى أنه كان قلقًا من أن أحفاد بانكو وليس نسله هم من سيحكمون اسكتلندا، وبالطبع رغبةً منه في أن يكون أبًا لسلالة من الملوك، قرر التخلص من بانكو فيما بعد عن طريق استئجار ثلاث قتلة مأجورين بالرغم من أنه لم يكن يريد القيام بذلك بكامل إرادته، حيث كانت زوجته السبب الرئيسي في حدوث هذا حين كانت تقوم بإستغلال مصطلح الرجولة في المرة التي كان يعيد فيها التفكير بالأمر وربما حتى أن يصل به التفكير إلى التراجع عن هذه الفكرة، حتى تمكنت فعلًا من جعله يقوم بإستئجار القتلة، وخلال المشاجرة، مات بانكو بينما كان يصد الهجوم حتى يتمكن ابنه فلانس من الهروب، وبهذا تمكن فعلًا فلانس ابن بانكو من النجاة وفر هاربًا إلى إنجلترا.

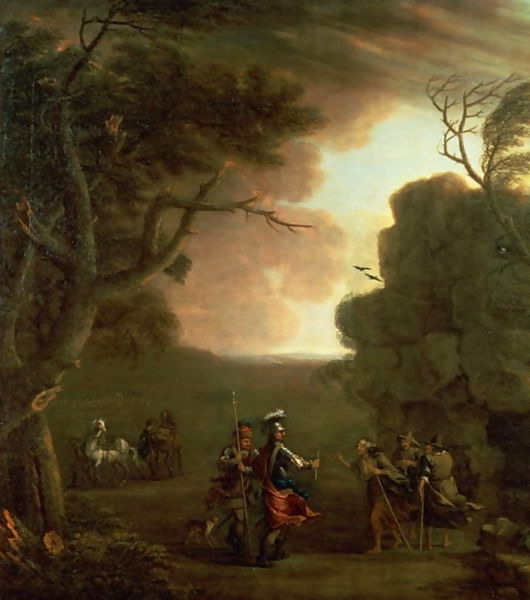
ماكبث وبانكو خلال مقابلة الساحرات

أثناء مراسم تولي العرش التي حضرها العديد من ممثلي النبلاء، ظهر شبح بانكو ولم يستطع أحد رؤيته سوى مكبث. مما دفع إلى الإشتباه به من قِبل النبلاء بسبب ردات فعله الغريبة؛ ونتيجة لهذا فقد أُلغي الإحتفال.

## الملك جيمس الأول وسلالة بانكو
في القرن السابع عشر وبالنسبة للمشاهدين فقد كانت نبوءة أن سلالة بانكو ستكون الحاكمة شيئًا لا مجال فيه للشك، وتم الإستناد وفقًا لمعتقدات ذلك الوقت على أن أسرة ستيوارت الحاكمة التي ينتمي لها الملك جيمس الأول تنحدر من هذا الأصل. وهذا التسلسل الزمني مُقتبس من أعمال الكاتب الإنجليزي رفائيل هولينشيد الذي يتخذه وليم شكسبير كأساس في الكثير من أعماله على الرغم من أن هناك العديد من المصادر الأخرى الذي يعتمد عليها شكسبير لتعزيز الموقف الدرامي والتاريخي لمسرحيته، حيث لم يكن يتردد في الاستعانة ببعض من الحبكات الثانوية.
لقد كان يُعتقد أن وليم يجامل الملك جيمس من خلال وصفه لبانكو، بالإضافة إلى العديد من التعديلات التي أجراها لأغراض سياسية من أجل إرضاء معتقدات ملك إنجلترا ذلك الوقت، حيث في سجلات الأحداث يُعتبر بانكو شريكًا لمكبث في مقتل الملك بدلًا من كونه أحد الرعايا المخلصين، وربما غيّر شكسبير هذا الجانب من شخصيته لإرضاء الملك جيمس الذي كان يَعتقد انه سليل بانكو الحقيقي، وربما قد غير ببساطة شخصية بانكو لأنه لم تكن هناك حاجة دراماتيكية لشريك آخر في القتل، كما كتب جان دي شيلاندر عن بانكو في كتابه (Stuartide) عام 1611 بتصويره أيضًا على أنه رجل نبيل وشريف، ربما لأسباب مشابهة لأسباب شكسبير، وكما يُعتقد أيضاً أن الملك جيمس الأول قد انفصل عن بانكو بتسعة أجيال، حيث عندما عاد مكبث إلى الساحرات في المسرحية، أظهروا له بانكو المقتول مع ثمانية من نسله، وكان المشهد حينها يحمل أهمية عميقة. وبالتالي، فإن ما يكتبه شكسبير هنا يُشير إلى دعمه القوي بحق جيمس في العرش عن طريق النسب.
كما أظهر بالمسرحية أن العرش شيء مقدس وحق من حقوق الملوك وأن التعدي عليه أو حتى المحاولة أمر يعارض البشرية. وبالطبع، وعلى الرغم من كل شيء ما زال ذلك السؤال مطروحاً، حول «لماذا لم يُتّهم بانكو بقتل الملك؟»، كونه كان حاضرًا أثناء تنبؤ الساحرات ولكونه أيضاً أول من يعترضهم.
في حقيقة الأمر، ليس هناك ما يوضّح عما إذا كان يمكن إثبات شخصية بانكو تاريخياً؛ حيث تؤيد أبحاث القرن التاسع عشر أن أسرة ستيوارت والتي يرجع أصلها إلى والتر حفيد ألن فيتزفلاد، القائم بأعمال القصر الملكي وإدارة شؤونه، عن كونها لا تنحدر من اسكتلاند بل من بروتاني. نسبة لمقاطعة بروتاني في فرنسا، حيث حكمت هذه الأسرة في اسكتلندا ثم بريطانيا لعدة سنوات منذ 1371 وحتى عام 1714 .

## على المسرح
ظهر بانكو في ثلث مشاهد المسرحية كإنسان وشبح، وقد كان يتناقش العلماء حول ما إذا كانت رؤية مكبث لبانكو حقيقية أم هلوسة. وكان مكبث قد رأى بالفعل هلوسة قبل قتل دنكان عن سكين تحوم في الهواء، ولهذا يدّعي العلماء المعارضون أن رؤية أشباح الضحايا المقتولين أقرب للتصديق من رؤية السكين في الهواء، حيث توجد الأرواح بالفعل في مسرحيات شكسبيرالأخرى ولا سيما مسرحية هاملت وحلم ليلة منتصف الصيف بأشكال غامضة، حتى أنها تشكك أحيانًا في وجودها.
خضع دور بانكو خاصة في مشهد أشباح المأدبة إلى مجموعة متنوعة من التفسيرات، وينص نص شكسبير على ما يلي: «دخل شبح بانكو، وجلس في مكان مكبث.»، ولكن العديد من الإصدارات التلفزيونية غيّرت هذا قليلاً، حيث ظهر بانكو فجأة على الكرسي، بدلاً من المشي على خشبة المسرح، كما تسمح المؤثرات الخاصة وحيل الكاميرا للمنتجين بجعل الشبح يختفي ويعود للظهور، مما يبرز حقيقة أن مكبث هو الوحيد الذي يمكنه رؤيته.
في أواخر القرن التاسع عشر استخدم مديروا المسرح دون مساعدة من تأثيرات ما بعد الإنتاج وحيل الكاميرا طرقاً أخرى لتصوير الشبح، فقد استخدم الإنتاج المتقن للمسرحية التي قدمها هنري إيرفينغ مجموعة متنوعة من الأساليب المختلفة، ففي عام 1877 تم استخدام صورة ظل أخضر لإنشاء صورة شبحية، وبعد عشر سنوات تم استخدام كرسي خدعة للسماح للممثل بالظهور في منتصف المشهد، ثم الظهور مرة أخرى من وسط الجمهور. أما في عام 1895 فقد تم استخدام عمود من الضوء الأزرق للإشارة إلى وجود روح بانكو.

## نهاية المسرحية
تنتهي القصة بشعور السيدة مكبث بالذنب حول الجرائم التي إرتكبتها هي وزوجها في مشهد شهير: 
إنها تمشي وهي نائمة، تحاول أن تزيل البقع الوهمية من يديها، في حين أن الجميع يتحدث عن الأشياء الفظيعة التي فعلتها.
ثم تنتهي المسرحية بمقتل مكبث على يد مكدف Macduff (البطل الأسطوري)، الذي لعب دورًا محوريًا في المسرحية، فهو يشتبه في أن مكبث هو من قتل الملك ثم قام بقتله بالفعل في الفصل الأخير. ويمكن اعتباره البطل المنتقم الذي يساعد في إنقاذ اسكتلندا من طغيان مكبث في المسرحية.

## وصلات خارجية
- نسخة مترجمة لمسرحية مكبث من مؤسسة هنداوي للتعليم والثقافة